# Bahçeli
Bahçeli è una città (belde) nel distretto di Bor, nella provincia di Niğde, Turchia. La sua popolazione è di 2.179 abitanti (2022).

## Geografia
Bahçeli si trova nelle immediate vicinanze di Kemerhisar, un'altra città della provincia di Niğde. Dista 4 km da Kemerhisar, 8 km da Bor e 18 km da Niğde.

## Storia
Secondo la datazione al radiocarbonio (14C) effettuata nel tell, sito archeologico di Köşk Höyük, nella città di Bahçeli, il suo primo insediamento potrebbe risalire al 5000 a.C. Nell'antichità, la vicina città di Kemerhisar faceva parte di un importante insediamento chiamato Tyana, che comprendeva al suo interno anche Bahçeli. Una delle rovine archeologiche più importanti, conservate ancora oggi a testimonianza del dominio dell'Impero Romano, sono delle imponenti terme romane. Dopo il periodo della dominazione romana, l'insediamento perse l'antico splendore. Durante il Medioevo venne convertito in un villaggio. Solo dopo il 1954 fu dichiarato distretto amministrativo.

## Economia
L'economia cittadina è basata sulla coltivazione degli alberi da frutto piantati intorno alla città. Il prodotto principale è la mela, ma vengono coltivati anche altri frutti come ciliegie, uva e albicocche.